# Astragalus gracilidentatus
Astragalus gracilidentatus es una especie de planta del género Astragalus, de la familia de las leguminosas, orden Fabales.

## Distribución
Astragalus gracilidentatus se distribuye por China.

## Taxonomía
Fue descrita científicamente por S. B. Ho. Fue publicada en Bull. Bot. Res., Harbin 3(4): 51 (1983).